# 麗水臨時要塞
麗水臨時要塞（れいすいりんじようさい）とは、朝鮮半島・麗水の防備のため設置された大日本帝国陸軍の要塞である。

## 概要
朝鮮半島西岸の航路を確保するため、全羅南道の麗水に臨時要塞を設けることが計画されていた。事前に設計、資材の調達について準備し、兵器は近くの要塞に保管を行い、小規模な要塞の設置を図るものである。
1940年10月、麗水要塞司令部が設置された。

## 兵備
- 96式10センチカノン砲2門
- 十四年式十糎高射砲2門
- 三八式野砲8門
- 150センチ探照灯2基

## 歴代司令官
- 多田勇夫 大佐：1942年8月1日 -
- 宮永蓋世 大佐：1943年8月2日 -

## 臨時要塞計画
朝鮮半島沿岸において本要塞のほか、有事の際に次の臨時要塞を設置することが計画されていた。
- 木浦
- 安眠島（泰安郡）
- 仁川
- 白島（鎮南浦の西南）